# Nueva Esperanza (Piura)
Nueva Esperanza es una localidad peruana ubicada en el distrito de Piura, perteneciente a la provincia y departamento homónimo, al norte del Perú. 

## Ubicación
Nueva Esperanza se ubica al oeste de la provincia de Piura, en el distrito de Piura, en el departamento de Piura.

## Demografía
En 2017 Nueva Esperanza tenía una población de 40 habitantes.